# Iwawaki-san
Der Iwawaki-san (japanisch 岩湧山) ist ein Berg im Süden der japanischen Präfektur Osaka mit einer Höhe von 897 m. Der Iwawaki-san ist seit dem 8. Februar 2000 auf Präfekturebene als Landschaftlich Schöner Ort ausgewiesen. Auf dem Gipfel wachsen mehrere Hektar Chinaschilf. Dieses wird für die Restaurierung historischer Häuserdächer verwendet. Der Berg bietet eine Aussicht über die Osaka-Ebene auf die Bucht von Osaka.